# Siran (Hérault)
Siran is een gemeente in het Franse departement Hérault (regio Occitanie) en telt 568 inwoners (1999). De plaats maakt deel uit van het arrondissement Béziers.

## Geografie
De oppervlakte van Siran bedraagt 20,9 km2, de bevolkingsdichtheid is 27,2 inwoners per km2.

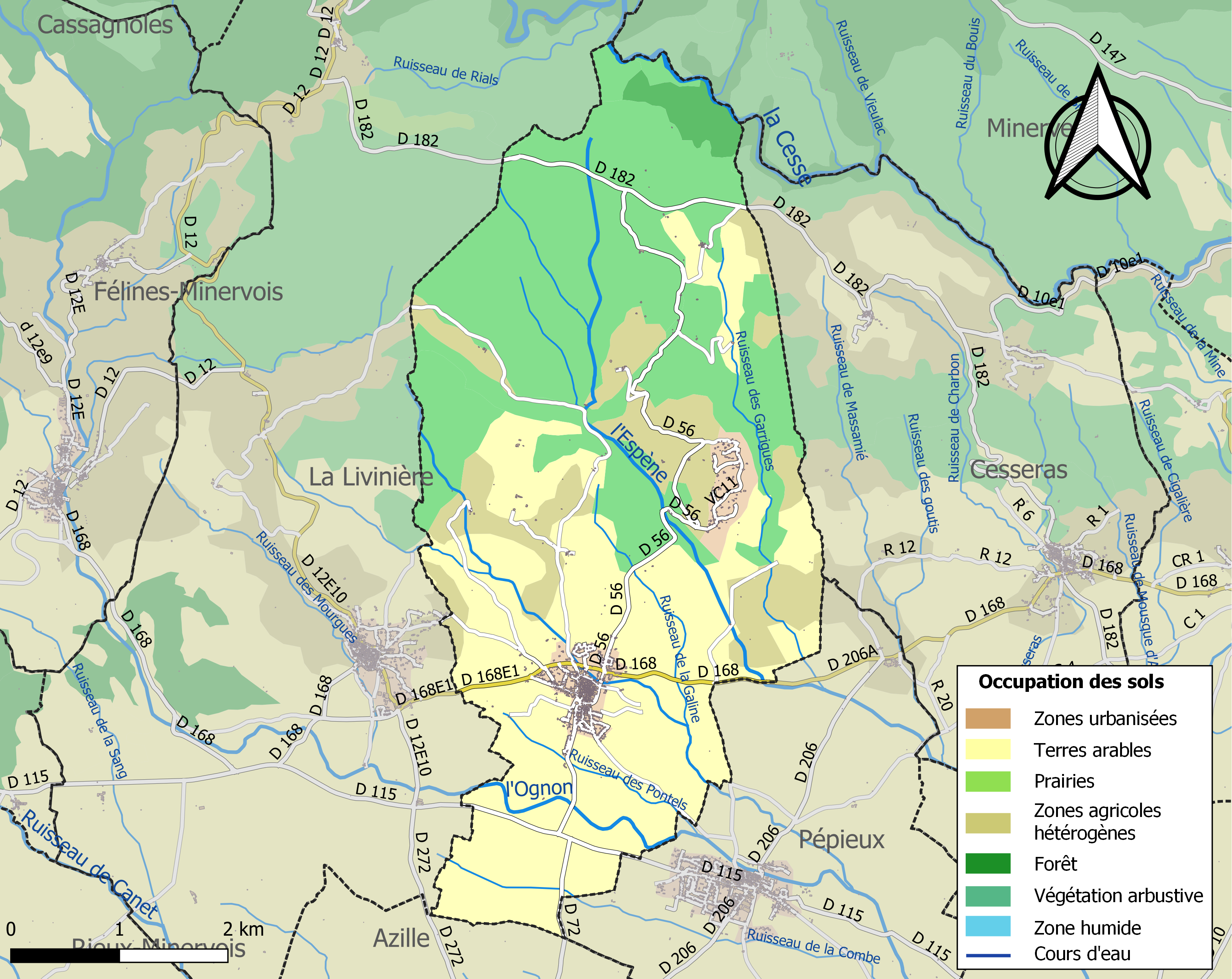
Kaart van de gemeente met de belangrijkste infrastructuur, bodemgebruik en omliggende gemeenten

## Demografie
Onderstaande figuur toont het verloop van het inwonertal (bron: INSEE-tellingen).